# Hamburger Hill (film)
Pour la bataille de la guerre du Vietnam, voir bataille d'Hamburger Hill.
Pour plus de détails, voir Fiche technique et Distribution.
Hamburger Hill est un film américain réalisé par John Irvin, sorti en 1987.
Le film retrace l’assaut d'une brigade de l'armée américaine sur une position bien fortifiée, avec des tranchées et des bunkers, de l'armée du Nord Viêt Nam sur la montagne Dong Ap Bia (en), près de la frontière laotienne.
Les dossiers militaires américains de la bataille se réfèrent à cette montagne comme la colline '937' (Hill '937'), sa désignation sur la carte venant de son altitude de 937 m.

## Synopsis
En 1969, la guerre du Viêt Nam se termine. Tandis que s'ouvrent les premières négociations, la 101e division aéroportée, les « Screaming Eagles » (les Aigles hurlants), continuent de se battre. Les blessés et les morts sont évacués, remplacés par de jeunes recrues qui vont apprendre tout à la fois la vie de garnison, avec ses cafés, ses bordels, et l'horreur des combats. L'État Major ordonne de conquérir une colline d'importance stratégique, « la colline 937 ». Durant dix jours, les hommes du Lieutenant Eden vont donner l'assaut, gagner et reprendre cette colline qu'ils nommeront par humour noir « Hamburger Hill ».
Le film se concentre sur deux pelotons dirigés par le sergent Frantz et le sergent Worcester, obéissants au lieutenant Eden, et qui accueillent quelques nouvelles recrues. Seuls trois d'entre eux parviendront vivants en haut de la colline.

## Fiche technique
- Titre : Hamburger Hill
- Réalisation : John Irvin
- Scénario : James Carabatsos
- Musique : Philip Glass
- Photographie : Peter MacDonald
- Montage : Peter Tanner (en)
- Décors : Austin Spriggs
- Costumes : David Murphy
- Production : James Carabatsos, Marcia Nasatir (en) et Jerry Offsay
- Société de production : RKO Pictures
- Société de distribution : Paramount Pictures
- Pays d'origine : États-Unis
- Langue : anglais, français
- Format : Couleurs - 1,85:1 - Dolby - 35 mm
- Genre : Drame, guerre
- Durée : 112 minutes
- Date de sortie : États-Unis : 28 août 1987
- Affiche : Bill Gold (États-Unis)

## Distribution
- Anthony Barrile (en) (V. F. : Thierry Ragueneau) : Vincent « Alphabet » Languilli
- Michael Boatman : le soldat Motown
- Don Cheadle (V. F. : Franck Baugin) : le soldat Washburn
- Michael Dolan (en) : le soldat Murphy
- Don James : McDaniel / Mac
- Dylan McDermott (V. F. : Daniel Russo) : le sergent Frantz
- Michael A. Nickles (V. F. : Georges Caudron) : le soldat Galvan
- Harry O'Reilly (V. F. : William Coryn) : le soldat Duffy (tireur de la M 60)
- Daniel O'Shea (V. F. : Jean-François Vlérick) : le soldat Gaigin (pourvoyeur de la M 60)
- Tim Quill (en) (V. F. : Chris Bénard) : le soldat Joe Beletsky
- Tommy Swerdlow (en) (V. F. : Vincent Violette) : le soldat Bienstock
- Courtney B. Vance (V. F. : Richard Darbois) : Doc Johnson
- Steven Weber (V. F. : Emmanuel Jacomy) : le sergent Worcester
- Tegan West (V. F. : Bernard Lanneau) : le lieutenant Eden
- Kieu Chinh (V. F. : Martine Meiraghe) : « Mama San », la gérante du bordel

## Production

### Genèse
La série d'assauts pour prendre la colline (qui a abouti à de lourdes pertes à la fois pour les forces américaines et les nord-vietnamiens) a commencé le 10 mai 1969, la colline fut finalement prise le 20 mai.
Le film dépeint le combat, le courage, la camaraderie et le dévouement à leur mission des soldats. Il soulève aussi des questions douloureuses sur la guerre du Vietnam, comme la stigmatisation des troupes de remplacement par les vétérans (les « newbies » ou, plus crûment, « FNGs », pour « Fuckin New Guys »), et des caprices apparents du haut commandement, en particulier sur le manque de valeur stratégique de la colline et des pertes inutiles qui s'ensuivirent. D'autres problèmes sont abordés comme l'effet du sentiment anti-guerre sur le moral des soldats, et les tensions raciales entre eux (surtout comment les idées racistes peuvent être dépassées par l'amitié et le respect gagnés progressivement).
Le film décrit également comment les soldats sur le terrain se sont sentis trahis une fois de retour aux États-Unis, en particulier par les étudiants en université. Dans une scène, un soldat reçoit une lettre de sa petite amie disant qu'elle ne continuera pas à lui écrire parce que ses amis de fac lui ont dit qu'il était immoral d'être avec un militaire qu'ils qualifient de « tueur ». Dans une autre scène, le sergent Worchester (Steven Weber) raconte à ses compagnons d'armes que quand il rentra de son premier tour de service en 1968, il a fait face à l'opprobre d'être un vétéran du Vietnam : des hippies jetant des sacs d'excréments de chien sur les soldats de retour au pays, sa femme faisant le lotus et hébergeant un « chevelu », ses enfants se baladant nus, le barman du coin ayant perdu son fils lors de la bataille de Ia Drang en 1965, ayant récupéré le corps dans « un sac en caoutchouc avec « membres manquants » étiqueté dessus », et continuant de recevoir des appels d'étudiants disant qu'ils étaient heureux que son fils se soit fait tuer par « l'armée héroïque du peuple ».

### Tournage
Le tournage s'est déroulé aux Philippines, ainsi qu'au Vietnam Veterans Memorial situé à Washington.

## Bande originale
- When A Man Loves A Woman par Percy Sledge de 1966.
- (Sittin' On) The Dock of the Bay par Otis Redding de 1968.
- Ruby, Don't Take Your Love to Town (en) par Waylon Jennings.
- Gimme Some Lovin' par The Spencer Davis Group de 1966.
- I Wish It Would Rain (en) par The Temptations de 1967.
- We Gotta Get out of This Place par The Animals de 1965.
- I Second That Emotion (en) d'Alfred Cleveland et William Robinson Jr..
- Subterranean Homesick Blues par Bob Dylan de 1965.
- I-Feel-Like-I'm-Fixin'-to-Die Rag par Country Joe and the Fish.

## Accueil

### Sortie
Le film est sorti peu après Platoon et Full Metal Jacket, et huit ans après Apocalypse Now, trois films culte, eux-aussi sur la guerre du Vietnam.